# تیم ملی فوتبال زیر ۲۳ سال کره شمالی
تیم ملی فوتبال زیر ۲۳ سال کره شمالی (به انگلیسی: North Korea national under-23 football team) تیم فوتبال جوانان کشور کره شمالی است و زیر نظر فدراسیون فوتبال کره شمالی فعالیت می‌کند. این تیم نمایندهٔ کره شمالی در بازی‌های المپیک و بازی‌های آسیایی است.